# 若望二十一世
若望二十一世（拉丁語：Ioannes PP. XXI；1215年—1277年5月20日）本名伯多祿·茹利昂或西班牙的伯多祿（Pedro Julião或Pedro Hispano），1276年9月16日當選教宗，同年9月20日即位至1277年5月20日為止。他是历届教宗中唯一的葡萄牙人。

## 譯名列表
- 若望二十一世：天主教香港教區禮儀委員會：禧年專頁 （页面存档备份，存于）、香港天主教教區檔案　歷任教宗、《大英簡明百科知識庫》2005年版、國立編譯舘作若望。
- 约翰二十一世：《世界人名翻譯大辭典》1993年版作約翰。